# Faber-Castell
Faber-Castell AG è un'azienda tedesca, che ha  rivenditori in oltre cento Paesi. Il Gruppo Faber-Castell impiega uno staff di circa 8.000 e opera in più di 120 paesi.
Produce ogni tipo di materiale di cancelleria.

## Storia
Fondata nel 1761 da Kaspar Faber a Norimberga, divenne famosa grazie alla produzione di matite. L'azienda si espanse sotto il pronipote di Kaspar Faber, Johann Lothar Freiherr von Faber (1817–1896), e sua moglie Ottilie. Lothar aprì filiali a New York (1849), Londra (1851), Parigi (1855) e si espanse a Vienna (1872) e San Pietroburgo (1874).
Per combattere la contraffazione A.W. Faber, Lothar ha presentato una petizione al Reichstag per mettere in atto protezioni del marchio in Germania. Di conseguenza, la legge sulla protezione dei marchi è entrata in vigore nel 1875 e le protezioni sono state ampliate nella legge del 1894 sulla protezione dei marchi. Il primo marchio Lothar fu registrato nel 1894, con il numero di registrazione DE 43.
Nel 1898, la nipote ed erede di Lothar, Ottilie "Tilly" von Faber, sposò il conte Alexander zu Castell-Rüdenhausen, e la coppia prese il cognome di Faber-Castell.
Come società tedesca, molte delle filiali e filiali estere di Faber-Castell nei paesi alleati furono confiscate durante la prima guerra mondiale. Tra queste, le proprietà Faber-Castell a New York e Parigi furono infine vendute.
Anche il nome dell'azienda fu cambiato ufficialmente dopo la morte di Alexander nel 1929, diventando A.W. Faber "Castell" Bleistiftfabrik (azienda di matite). Il figlio di Alexander, Roland von Faber-Castell, subentrò alla guida dell'azienda dopo la morte del padre, all'inizio della Grande Depressione degli anni '30.

## Prodotti
Questa la gamma dei prodotti:

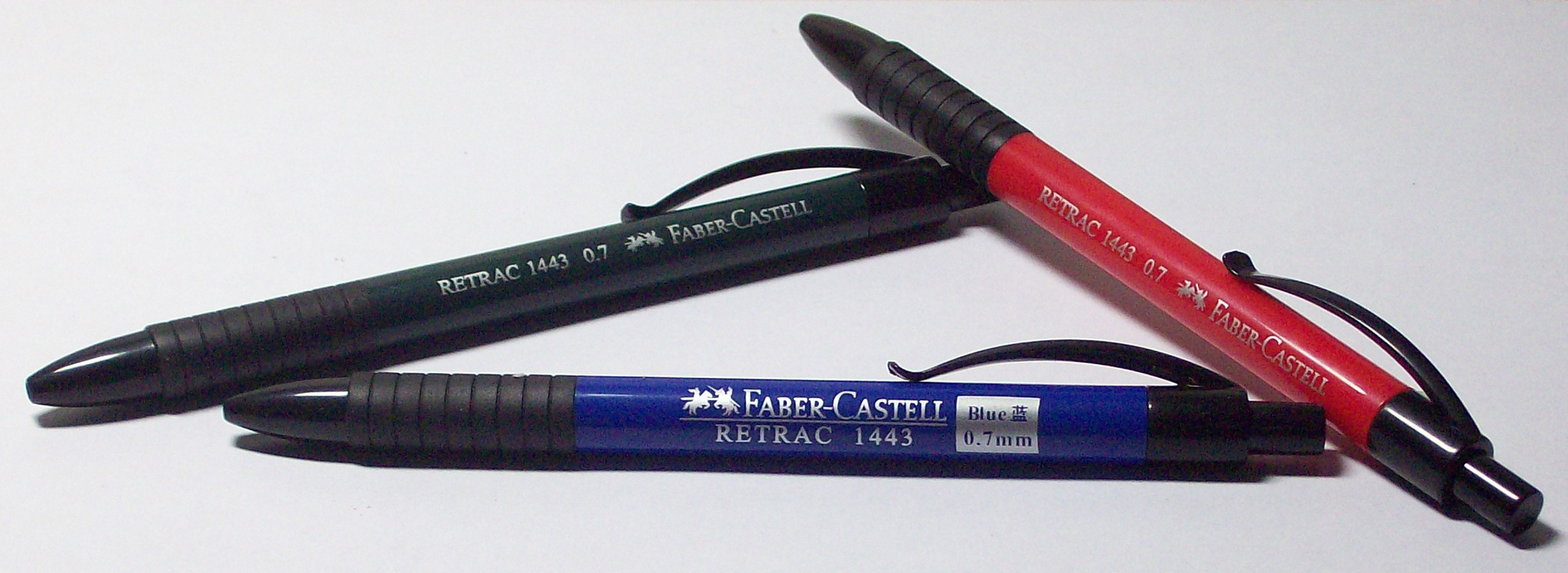
Penne della Faber-Castell

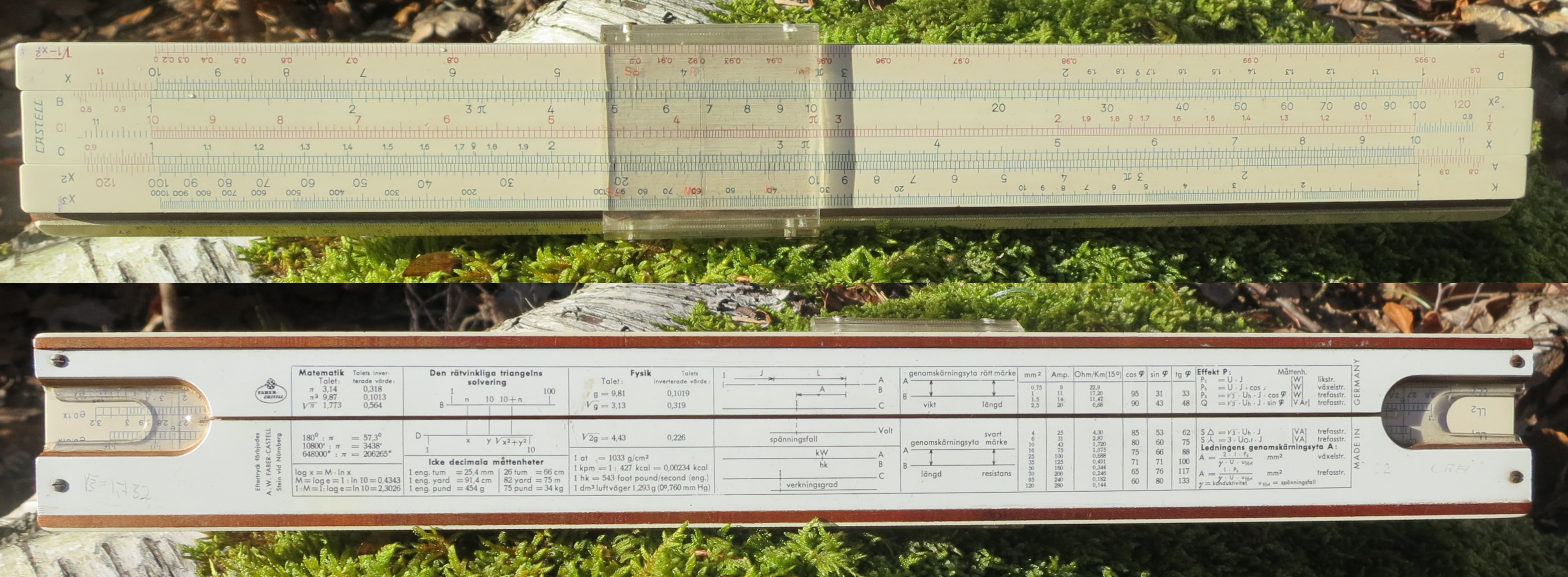
Faber-Castell 1/54 Darmstadt regoli calcolatori (1967)

- arti grafiche professionali: matite (a grafite e colorate), pastelli, carboncini, gomme per cancellare, temperini;
- cancelleria scolastica e per ragazzi: matite, acquerelli, pennelli, pennarelli, pastelli a cera, impasti modellabili, pastelli ad olio, blocchi da disegno;
- disegno tecnico: mine e portamine;
- penne: penne stilografiche, penne a sfera, refills.
- penne di lusso.
- fogli.

Da circa il 1880 fino al 1975 la Faber-Castell è stata anche uno dei principali produttori di regoli calcolatori.
L'azienda è conosciuta per le sue penne artistiche PITT che usano un inchiostro di china senza acidi e adatto per l'archiviazione.